# 1351年叛逆法令
《1351年叛逆法令》是英格蘭國會制定的一道國會法令，确立、限制了英美法系中叛逆罪的概念。该法令并未在当时的法律基础上增加新的罪名。它是英国目前仍有效力的法令中最古老的法令之一，但自颁布之日起已被多次修订。